# Tyler Young
Tyler Matthew Young (Chicago, 17 dicembre 1990) è un attore statunitense, noto per aver interpretato il ruolo di Philip Shea nella serie drammatica di USA Network, Eyewitness e il ruolo di Connor Bell nel film horror Polaroid (2019)..

## Biografia

### Giovinezza
Young è nato a Chicago, Illinois, il 17 dicembre 1990 e cresciuto nella periferia di Kildeer. Ha frequentato la Stevenson High School di Lincolnshire e si è laureato alla DePaul University in pubblicità e pubbliche relazioni. Ha studiato recitazione presso la The Theatre School alla DePaul e improvvisazione teatrale presso The Second City. È di origine ebraica.

### Carriera
Nel 2016, Young ha ottenuto il ruolo da protagonista nella serie televisiva Eyewitness. Ha interpretato Philip Shea, un adolescente gay in affidamento ad uno sceriffo di una piccola città, che assiste ad un triplice omicidio. Young ha anche recitato nel film horror Polaroid (2019) nel ruolo di Connor Bell, accanto a Kathryn Prescott e Madelaine Petsch.
Ha recitato anche in alcuni episodi di diverse serie televisive come Chicago Fire, Empire, Code Black e nella miniserie When We Rise.

### Vita privata
Nel 2023 si è sposato con Iliana Raykovski.

## Filmografia

### Cinema
- The Ballad of Ronnie and Clive, regia di Stephen Cone - cortometraggio (2014)
- The Last Hour, regia di Philip Giancola - cortometraggio (2014)
- Small Arms, regia di Arman Cole - cortometraggio (2017)
- Polaroid, regia di Lars Klevberg (2019)
- God, regia di Gregory Brunkalla - cortometraggio (2019)
- Licorice Pizza, regia di Paul Thomas Anderson (2021)

### Televisione
- Chicago Fire – serie TV, 1 episodio (2014)
- The Avatars – serie TV, 50 episodi (2013-2014)
- Empire – serie TV, 1 episodio (2015)
- Eyewitness – serie TV, 10 episodi (2016)
- Code Black – serie TV, 1 episodio (2017)
- When We Rise, regia di Gus Van Sant, Dee Rees, Thomas Schlamme e Dustin Lance Black – miniserie TV, 1 episodio (2017)

## Doppiatori italiani
- Manuel Meli in Code Black
- Daniele Giuliani in Polaroid